# Canoa/kayak ai Giochi della XI Olimpiade - C2 10000 metri
La competizione del C2 10000 metri di Canoa/kayak ai Giochi della XI Olimpiade si è disputata il giorno 8 agosto 1936 al bacino di Grünau, Berlino.

## Risultati
Si disputò direttamente la finale.
| Pos.    | Nazione        | Atleti                             | Tempo   |
| ------- | -------------- | ---------------------------------- | ------- |
| Oro     | Cecoslovacchia | Václav Mottl Zdeněk Škrland        | 50'33"5 |
| Argento | Canada         | Warren Saker Harvey Charters       | 51'15"8 |
| Bronzo  | Austria        | Rupert Weinstabl Karl Proisl       | 51'28"0 |
| 4       | Germania       | Walter Schuur Christian Holzenberg | 52'35"6 |
| 5       | Stati Uniti    | Joseph Hasenfus Walter Hasenfus    | 57'06"2 |